# Lenawee County
Lenawee County ist ein County im Bundesstaat Michigan der Vereinigten Staaten. Der Verwaltungssitz (County Seat) ist Adrian. Das U.S. Census Bureau hat bei der Volkszählung 2020 eine Einwohnerzahl von 99.423 ermittelt.

## Geographie
Das County liegt im Südosten der Unteren Halbinsel von Michigan, grenzt im Süden an Ohio, ist im Osten etwa 35 km vom Eriesee, einem der 5 großen Seen, entfernt und hat eine Fläche von 1972 Quadratkilometern, wovon 28 Quadratkilometer Wasserfläche sind. Es grenzt im Uhrzeigersinn an folgende Countys: Washtenaw County, Monroe County, Lucas County (Ohio), Fulton County (Ohio), Hillsdale County und Jackson County. Lenawee wird von Norden her kommend vom River Raisin durchflossen, der dieses im Osten wieder verlässt.

## Geschichte
Lenawee County wurde 1822 aus Teilen des Monroe County gebildet. Benannt wurde es nach einem Wort aus der indianischen Sprache.
45 Bauwerke und Stätten des Countys sind im National Register of Historic Places eingetragen (Stand 30. November 2017).

## Demografische Daten

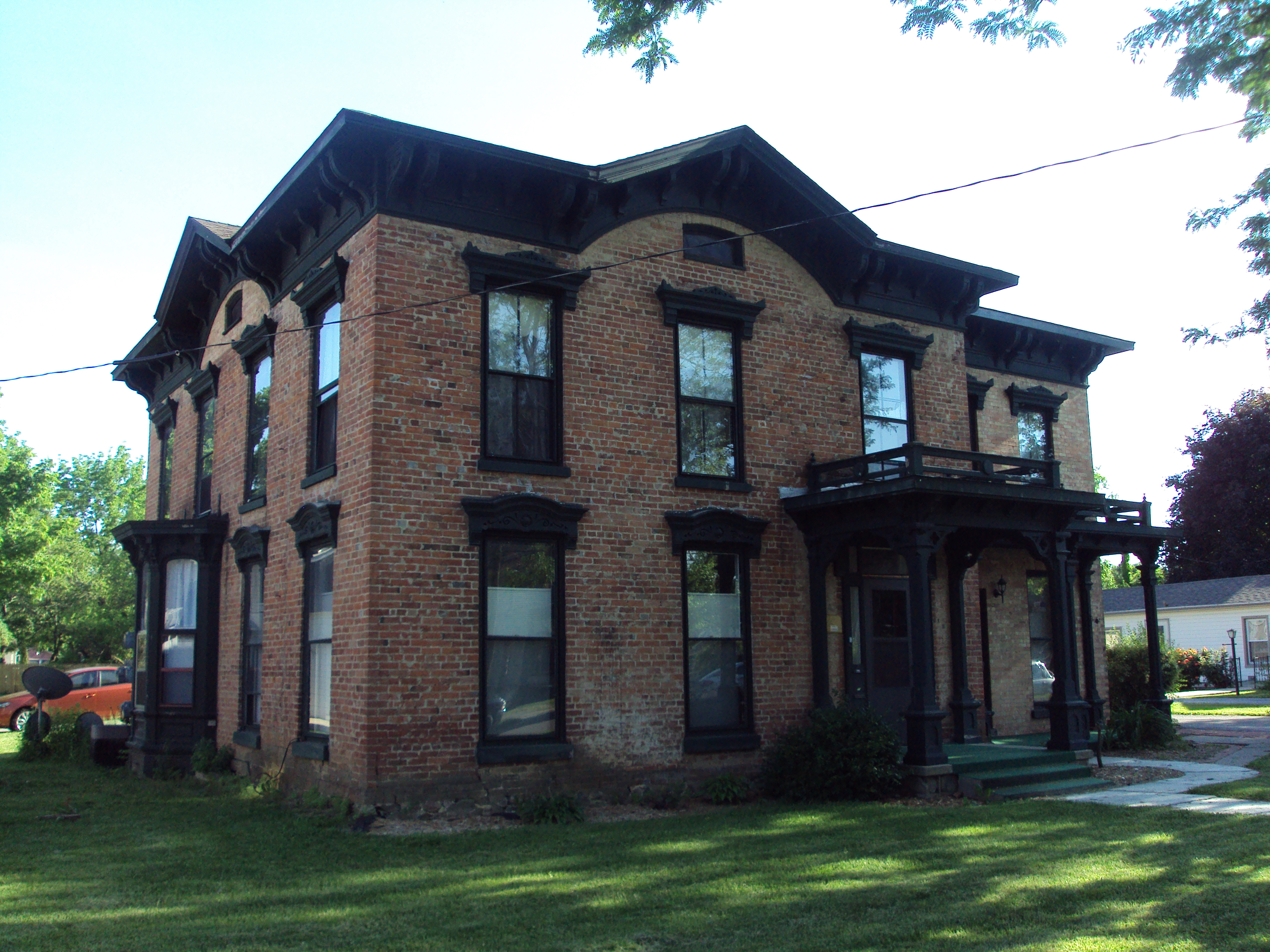
William Hayden House, gelistet im NRHP

Nach der Volkszählung im Jahr 2000 lebten im Lenawee County 98.890 Menschen in 35.930 Haushalten und 26.049 Familien. Die Bevölkerungsdichte betrug 51 Einwohner pro Quadratkilometer. Ethnisch betrachtet setzte sich die Bevölkerung zusammen aus 92,51 Prozent Weißen, 2,12 Prozent Afroamerikanern, 0,41 Prozent amerikanischen Ureinwohnern, 0,46 Prozent Asiaten, 0,01 Prozent Bewohnern aus dem pazifischen Inselraum und 3,01 Prozent aus anderen ethnischen Gruppen; 1,49 Prozent stammten von zwei oder mehr Ethnien ab. 6,96 Prozent der Bevölkerung waren spanischer oder lateinamerikanischer Abstammung.
Von den 35.930 Haushalten hatten 34,2 Prozent Kinder unter 18 Jahren, die bei ihnen lebten. 58,7 Prozent waren verheiratete, zusammenlebende Paare, 10,0 Prozent waren allein erziehende Mütter und 27,5 Prozent waren keine Familien. 22,9 Prozent waren Singlehaushalte und in 9,7 Prozent lebten Menschen im Alter von 65 Jahren oder darüber. Die Durchschnittshaushaltsgröße betrug 2,61 und die durchschnittliche Familiengröße lag bei 3,07 Personen.
25,9 Prozent der Bevölkerung waren unter 18 Jahre alt. 9,1 Prozent zwischen 18 und 24 Jahre, 28,6 Prozent zwischen 25 und 44 Jahre, 23,7 Prozent zwischen 45 und 64 Jahre und 12,7 Prozent waren 65 Jahre oder älter. Das Durchschnittsalter betrug 36 Jahre. Auf 100 weibliche Personen kamen 100,1 männliche Personen. Auf 100 Frauen im Alter von 18 Jahren und darüber kamen statistisch 98 Männer.
Das jährliche Durchschnittseinkommen eines Haushalts betrug 45.739 USD, das Durchschnittseinkommen einer Familie 53.661 USD. Männer hatten ein Durchschnittseinkommen von 38.458 USD, Frauen 25.510 USD. Das Prokopfeinkommen betrug 20.186 USD. 4,4 Prozent der Familien und 6,7 Prozent der Bevölkerung lebten unterhalb der Armutsgrenze.

## Orte im County
- Addison
- Addison Junction
- Adrian
- Birdsall
- Blissfield
- Britton
- Cadmus
- Cambridge Junction
- Canandaigua
- Cement City
- Clayton
- Clinton
- Deerfield
- Devils Lake
- Fairfield
- Geneva
- Holloway
- Hudson
- Jasper
- Lenawee Junction
- Lime Creek
- Macon
- Madison Center
- Manitou Beach
- Medina
- Morenci
- Mulberry
- Munson
- Newburg
- North Morenci
- Oak Shade Park
- Ogden
- Ogden Center
- Onsted
- Palmyra
- Raisin Center
- Ridgeville
- Ridgeway
- Riga
- Rollin
- Rome Center
- Sand Creek
- Seneca
- South Fairfield
- Southland
- Springville
- Tecumseh
- Tipton
- Wellsville
- Weston

Townships
- Adrian Township
- Blissfield Township
- Cambridge Township
- Clinton Charter Township
- Deerfield Township
- Dover Township
- Fairfield Township
- Franklin Township
- Hudson Township
- Macon Township
- Madison Charter Township
- Medina Township
- Ogden Township
- Palmyra Township
- Raisin Charter Township
- Ridgeway Township
- Riga Township
- Rollin Township
- Rome Township
- Scipio Township
- Tecumseh Township
- Woodstock Township